# 톰 버튜
톰 버튜(Tom Virtue, 1957년 11월 19일 ~ )는 미국의 배우, 영상 편집자이다.
셔먼에서 태어났다.

## 출연 작품

### 영화
- 다시 사랑할까요 (2000)

### 텔레비전
- 이븐 스티븐스 (2000-03)
- 컴백 (2005)
- 미국 십대의 비밀생활 (2008-13)